# U.S. Route 6 (Nevada)
La U.S. Route 6 o Ruta Federal 6 (abreviada US 6) es una autopista federal ubicada en el estado de Nevada. La autopista inicia en el Oeste desde la US 6  en la frontera con California (Cerca de Benton, CA) hacia el Este en la US 6  , US 50  en la frontera con Utah (este de Baker, NV). La autopista tiene una longitud de 492,4 km (306 mi).

## Mantenimiento
Al igual que las carreteras estatales, las carreteras interestatales, y el resto de rutas federales, la U.S. Route 6 es administrada y mantenida por el Departamento de Transporte de Nevada por sus siglas en inglés Nevada DOT.

## Cruces
La U.S. Route 6 es atravesada principalmente por la  US 95     en Coaldale
 US 95     en Tonopah
 US 50  US 93   en Ely
 US 93     en Condado de White Pine.
| Condado                | Localidad     | Millaje                | Destino                                                              | Notas                                   |
| ---------------------- | ------------- | ---------------------- | -------------------------------------------------------------------- | --------------------------------------- |
| Mineral 0.00-15.20     |               | 0.00                   | Frontera estatal con California                                      | Frontera estatal con California         |
| Mineral 0.00-15.20     | Basalt        |                        | SR 360 – Hawthorne                                                   |                                         |
| Esmeralda 0.00-57.74   |               |                        | SR 264 – Dyer                                                        |                                         |
| Esmeralda 0.00-57.74   |               | SR 773 – Dyer          |                                                                      |                                         |
| Esmeralda 0.00-57.74   | Coaldale      |                        | US 95 norte – Hawthorne, Reno                                        | Extremo oeste de la US 95 overlap       |
| Esmeralda 0.00-57.74   |               | ~25                    | SR 265 – Silver Peak                                                 |                                         |
| Nye 0.00-132.02        | Tonopah       |                        | US 95 sur (Calle Erie) – Beatty, Las Vegas                           | Extremo este de la US 95 overlap        |
| Nye 0.00-132.02        |               | SR 376 – Austin        |                                                                      |                                         |
| Nye 0.00-132.02        | Warm Springs  | ~50                    | SR 375 (Carretera Extraterrestre) – Rachel                           |                                         |
| Nye 0.00-132.02        | Currant       | ~120                   | SR 379 – Duckwater                                                   |                                         |
| White Pine 0.00-101.88 |               |                        | SR 318 – Lund, Las Vegas                                             |                                         |
| White Pine 0.00-101.88 | Ely           | 37.96                  | US 50 oeste US 93 norte (Carretera Great Basin) – Ely, Austin, Wells | Extremo oeste de la US 50-US 93 overlap |
| White Pine 0.00-101.88 | Ely           |                        | SR 486 (Antigua)                                                     | Hacia el Cave Lake State Park           |
| White Pine 0.00-101.88 | Major's Place |                        | US 93 sur – Pioche, Las Vegas                                        | Extremo este de la US 93 overlap        |
| White Pine 0.00-101.88 |               | SR 893 – Spring Valley |                                                                      |                                         |
| White Pine 0.00-101.88 |               |                        | SR 487 – Baker                                                       | Hacia el Lehman Caves National Monument |
| White Pine 0.00-101.88 |               | 101.88                 | Frontera estatal con Utah                                            | Frontera estatal con Utah               |